# Barbara Nadel
Barbara Nadel (* in London) ist eine britische Schriftstellerin. Sie wuchs im Londoner East End auf. Sie ist ausgebildete Schauspielerin und arbeitete lange im Bereich Erziehung und mentale Gesundheit. Sie lebt mit ihrem Mann Malcolm in Essex und verbringt jedes Jahr mehrere Wochen in der Türkei.

## Werk
Sie veröffentlichte mehr als 20 Kriminalromane um den Protagonisten Çetin İkmen, einen Kommissar in Istanbul. Daneben begann Nadel einen weiteren Zyklus von Kriminalromanen um den Beerdigungsunternehmer Francis Hancock. Zeitlich gehören erstere in die Gegenwart; letztere spielen im Zweiten Weltkrieg während der Luftschlacht um England (The Blitz).

## Auszeichnungen
- 2005 – Silver Dagger für Deadly web (dt. Tod am Bosporus)
- 2006 – Flintyxan für  Dödlig rättvisa (Original: Last Rights)

## Werke (Auswahl)
Çetin-İkmen-Zyklus
1. Belshazzar's daughter. Headline, London 1999, ISBN 0-7472-6217-9
Deutsch: Belsazars Tochter. Ullstein, München 2001, ISBN 3-548-68012-7 (übersetzt von Nikolaus de Palézieux)
2. A chemical prison. Headline, London 2000, ISBN 0-7472-6218-7[1]
Deutsch: Der gläserne Käfig. Ullstein, München 2003, ISBN 3-548-68048-8 (übersetzt von Nikolaus de Palézieux).
3. Arabesk. Headline, London 2001, ISBN 0-7472-6219-5
Deutsch: Arabeske. List, Berlin 2004, ISBN 3-548-60397-1 (übersetzt von Franziska Weyer).
4. Deep waters. Headline, London 2002, ISBN 0-7472-6719-7
Deutsch: Stille Wasser. List, Berlin 2004, ISBN 3-548-60431-5 (übersetzt von Franca Fritz und Heinrich Knoop).
5. Harem. Headline, London 2003, ISBN 0-7472-6720-0
Deutsch: Im Gewand der Nacht. List, Berlin 2005, ISBN 3-548-60552-4 (übersetzt von Franca Fritz und Heinrich Knoop).
6. Petrified. Headline, London 2004, ISBN 0-7472-6721-9
Deutsch: Schleier des Todes. List, Berlin 2006, ISBN 978-3-548-60632-3 (übersetzt von Franca Fritz und Heinrich Knoop).
7. Deadly web. Headline, London 2005, ISBN 0-7553-2126-X
Deutsch: Tod am Bosporus. List, Berlin 2006, ISBN 3-471-78244-3 (übersetzt von Franca Fritz und Heinrich Knoop).
8. Dance with the death. Headline, London 2006, ISBN 0-7553-2129-4
Deutsch: Anatolischer Totentanz. Ullstein, Berlin 2008, ISBN 978-3-548-60841-9 (übersetzt von Franca Fritz und Heinrich Knoop).
9. A passion for killing. Headline, London 2007, ISBN 978-0-7553-2132-2.
10. Pretty dead things. Headline, London 2008, ISBN 978-0-7553-4515-1.
11. River of the dead. Headline, London 2009, ISBN 978-0-7553-3564-0.
12. Death by design. Headline, London 2010, ISBN 978-0-7553-3567-1.
13. A noble killing. Headline, London 2011, ISBN 978-0-7553-7160-0.
14. Dead of night. Headline, London 2012, ISBN 978-0-7553-7166-2.
15. Deadline. Headline, London 2013, ISBN 978-0-7553-8891-2.
16. Body Count. Headline, London 2014, ISBN 978-0-7553-8895-0.
17. Land of the Blind. Headline, London 2015, ISBN 978-1-4722-1375-4.
18. On the Bone. Headline, London 2016, ISBN 978-1-4722-1381-5.
19. The House of Four. Headline, London 2017, ISBN 978-1-4722-3466-7.
20. Incorruptible. Headline, London 2018, ISBN 978-1-4722-3470-4.
21. A Knife to the Heart. Headline, London 2019, ISBN 978-1-4722-5460-3.
22. Blood Business. Headline, London 2020, ISBN 978-1-4722-5483-2.
23. Forfeit. Headline, London 2021, ISBN 978-1-4722-7350-5.

Francis-Hancock-Zyklus
1. After the mourning. Headline, London 2006, ISBN 0-7553-2137-5.
2. Ashes to ashes. Headline, London 2009, ISBN 978-0-7553-3622-7.
3. Last rights. Headline, London 2006, ISBN 0-7553-2136-7.
4. Sure and certain death. Headline, London 2009, ISBN 978-0-7553-3624-1.

Hakim & Arnold Zyklus
1. A private business.
2. An act of kidness.
3. Poisoned ground.
4. Enough rope.
5. Bright shiny things.
6. Displaced.
7. A time to die.
8. Web of lies.